# Vindaloo

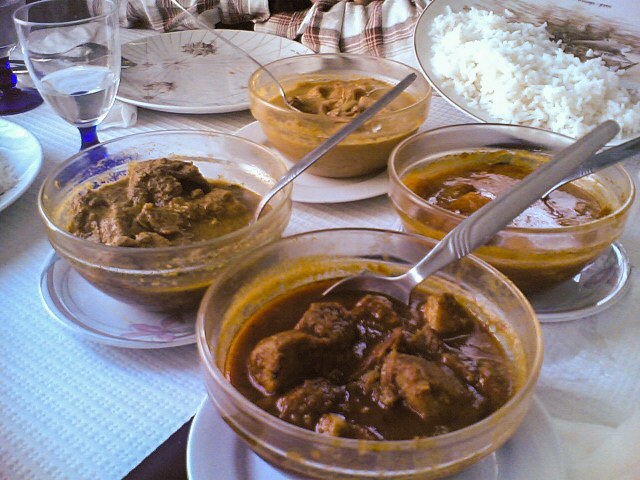
Vindaloo

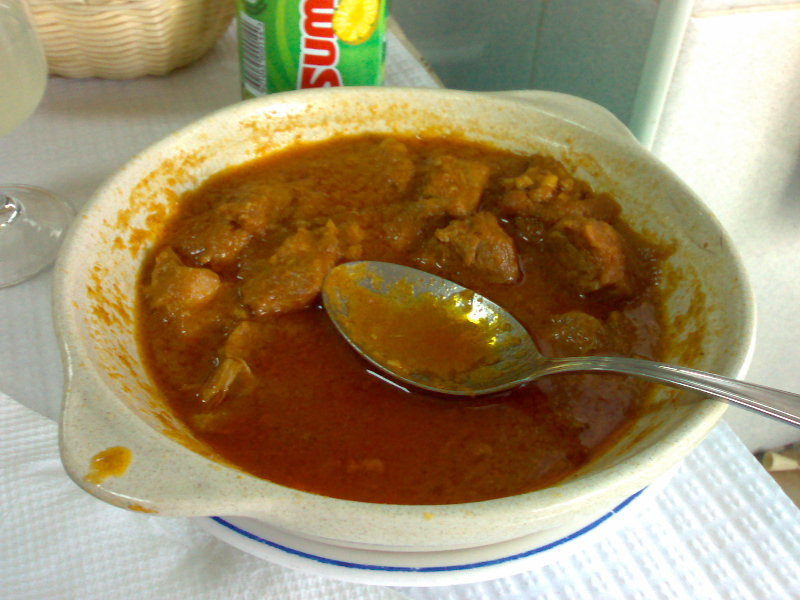
Vindaloo

Vindaloo eller vindalho eller vindalu är en populär och kryddstark indisk maträtt. 
Rätten uppstod som en fläskrätt i Goa, som i 450 år var huvudstad i kolonin Portugisiska Indien. Portugiserna hade sitt eget sätt att tillreda fläsk. De marinerade det i vin, vitlök och kryddor – carne em vinha d’alhos («kött i vin med vitlök»).
Användandet av fläsk utmärkte den som en portugisisk-indisk och kristen indisk rätt, men den spred sig, med kulinariska anpassningar. I stället för gris används ofta fågel (särskilt bland hinduer och indiska muslimer). Som marinadkryddor används ofta en hemlagd vindaloopasta gjord på ingefära, chili, spiskummin, pepparkorn, kardemumma, kryddnejlika, pimiento, tamarind, kanel, senapsfrö, bockhornsklöver, koriander och gurkmeja.
Varianten av Vindaloo som serveras på indiska restauranger i Väst är mycket kryddstark och ofta det hetaste som finns på menyn, om inte den betydligt ovanligare och ännu starkare Phall curry erbjuds.